# Tramvajová doprava v Jablonci nad Nisou
V severočeském městě Jablonci nad Nisou byla mezi lety 1900 a 1965 v provozu poměrně rozsáhlá tramvajová síť.

## Historie

### Vznik sítě a počátky provozu
První úvahy o zřízení tramvajové dopravy v Jablonci se objevily již v roce 1892. O tři roky později továrník Gustav Hoffmann získal předběžnou koncesi pro provoz a byl rovněž vypracován první projekt. V roce 1898 začaly přípravné práce a o rok později vznikla společnost Gablonzer Strassenbahn- und Elektrizitätsgesellschaft. První tramvaje vyjely v Jablonci 7. února 1900 na trati spojující Staré náměstí (dnešní Mírové náměstí) s Rychnovem. Celý úsek byl jednokolejný s výhybnami, měl rozchod 1000 mm a měřil přibližně 9,3 km.
Ještě téhož roku byla vybudována prakticky celá síť. V dubnu byla zprovozněna trať od divadla přes Staré náměstí na Novoveskou třídu (dnešní náměstí Boženy Němcové), v květnu ze Starého náměstí do Rýnovic k poště a od divadla do Brandlu. V září byl zahájen provoz na úsecích Rýnovice, pošta – Honsberk (dnešní Janov) a z Brandlu do Rýnovic. Celá tramvajová síť měřila přibližně 21 km a vedla hodně členitým terénem. Jablonecké tramvaje měly spíše charakter malodráhy, protože spojovaly s Jabloncem obce v blízkém i vzdálenějším okolí (podobně jako v Teplicích).
Jediné rozšíření v období téměř 30 let nastalo v roce 1904, kdy byla prodloužena trať z Novoveské třídy do Pasek.
Zatímco koleje se (až na výjimky) neprodlužovaly, obrovský rozvoj zaznamenala v letech 1902 až 1904 nákladní tramvajová doprava. Na celé síti vzniklo několik nákladišť a vleček do různých podniků. Navíc od roku 1904 byla zahájena pravidelná přeprava pošty pomocí tramvají.

### Provoz a zánik jabloneckých tramvají
V období první republiky se uvažovalo o propojení sítí libereckých a jabloneckých tramvají. Návrh byl ale zamítnut a podobný projekt byl uskutečněn až v 50. letech. V roce 1928 byl původní úsek vedoucí k železničnímu nádraží přeložen do ulice Poštovní.
Nad jabloneckou tramvajovou dopravou se začalo smrákat již za války, kdy byla zrušena trať od Brandlu k divadlu. V roce 1945 také skončila přeprava pošty. V roce 1950 byl ukončen provoz na trati Brandl – Rýnovice (od roku 1904 pouze nákladní provoz).
I přesto se v Jablonci začala stavět nová tramvajová trať. Šlo o meziměstskou trať do Liberce. Stavět se začalo právě v Jablonci a první úsek do Proseče byl zprovozněn na podzim roku 1953. Od jara následujícího roku se mohlo jezdit do Vratislavic, celá trať do Liberce je v provozu od 1. ledna 1955. Stejně jako jablonecká síť, byla i tato trať jednokolejná (s výhybnami) o rozchodu 1000 mm.
Tramvajový systém o tomto rozsahu vydržel přibližně čtyři roky, na jaře roku 1959 byla zrušena trať Nádraží – Jablonecké Paseky (prý kvůli špatnému stavu kolejového svršku). Poslední jablonecké tramvaje vyjely do města 31. března 1965. Kvůli sněhové kalamitě byly tento den na poslední (samostatné) trati Rychnov – Janov tramvaje nahrazeny autobusy.
Stále však existuje trať do Liberce, kterou jablonecký dopravní podnik provozoval společně s libereckým do roku 1970. Poté ji plně převzal liberecký, který v roce 2010 začal provozovat městskou autobusovou dopravu i v Jablonci nad Nisou a změnil název na Dopravní podnik měst Liberce a Jablonce nad Nisou.

## Vozový park
Pro zahájení provozu bylo v roce 1900 dodáno 16 motorových vozů ze Štýrského Hradce, o dva roky později přibylo dalších šest vozů stejného typu. V letech 1925 a 1930 bylo zakoupeno celkem 12 tramvají z vagónky Ringhoffer. Další motorové vozy přišly do Jablonce až v 50. letech 20. století – jednalo o typ 6MT. Nejdříve bylo zakoupeno 8 těchto tramvají, v roce 1959 přišlo 12 ojetých vozů z Mostu.
V roce 1900 bylo pro zahájení provozu dodáno 10 vlečných vozů ze Štýrského Hradce. Další následovaly až ve třicátých letech, kdy byly zakoupeny čtyři vozy od Ringhoffera a dva z vagónky Česká Lípa. Poslední dva vlečné vozy byly zakoupeny z Bratislavy v 50. letech.